# Siphona brevirostris
Siphona brevirostris là một loài ruồi trong họ Tachinidae.